# Pádraig Harrington
Pádraig Harrington (* 31. August 1971 in Ballyroan, Dublin) ist ein irischer Profigolfer, der sowohl auf der PGA European Tour als auch der US-amerikanischen PGA Tour und der PGA Tour Champions spielt. Er ist dreifacher Major-Gewinner.

## Karriere
Nach einer erfolgreichen Amateurkarriere, in der er auch 1995 mit der Mannschaft von Großbritannien & Irland den begehrten Walker Cup gewinnen konnte, wechselte er ins Profilager und spielte ab 1996  auf der European Tour. Schon im selben Jahr gelang Harrington der erste Turniersieg bei den Spanish Open, dann aber entwickelte er sich im wahrsten Sinne des Wortes zum Ewigen Zweiten. Alleine gegen Ende der Saison 1999 hatte er innerhalb von fünf Events vier zweite Plätze zu verbuchen. Ab 2000 wendete sich das Blatt und er erreichte bis 2004 zumindest einen Sieg pro Jahr. Als Folge dieser Konstanz konnte sich Harrington siebenmal in den Top 10 der Geldrangliste European Tour Order of Merit platzieren, darunter je 2 zweite und dritte Plätze. In der Saison 2006 konnte er die Order of Merit, die mit der Überreichung der Harry Vardon Trophy einhergeht, erstmals gewinnen.
Ab 2000 spielte Harrington aber auch zunehmend in den USA, vor allem bei den Majors und WGC-Events, sowie auf der Basis von Sponsoreneinladungen. 2002 gewann er dort sein erstes, inoffizielles, PGA Tour Event. 2003 und 2004 war er wieder einmal Zweiter, allerdings jeweils bei den höchstdotierten PLAYERS Championship. Ab 2005 war er regulärer Teilnehmer auf der PGA TOUR, gewann im März sein erstes Turnier, die Honda Classic und im Juni folgte sein zweiter Sieg.
Im Juli 2007 gelang ihm mit dem Sieg beim traditionsreichsten Major, der Open Championship (British Open), der größte Erfolg seiner Karriere. Ein Jahr später konnte er diesen Titel verteidigen und gewann sein zweites Major. Im August 2008 folgte der dritte Major-Sieg, bei der PGA Championship.
Pádraig Harrington spielte sechsmal im europäischen Ryder Cup Team und viermal in der Mannschaft GB & Irland bei der Seve Trophy. Für Irland trat er fünfmal im Dunhill Cup und zehnmal im World Cup an. Im Oktober 2007 wurde er mit der Honorary Life Membership of The European Tour (lebenslange Ehrenmitgliedschaft der europäischen Tour) ausgezeichnet und im Dezember zum European Tour Golfer of the Year gekürt.
Seit seinem 50. Geburtstag 2021 spielt Harrington vorwiegend auf der PGA Tour Champions.

## Leben
Harringtons Vater Patrick („Paddy“) war in Irland ein bekannter Sportler. Er übte in Cork die National-Sportarten Hurling und Gaelic Football aus. Nach seiner aktiven Karriere wurde Paddy Mitglied der Nationalpolizei Garda Síochána. Im Boxen gewann er die irische Meisterschaft der Garda. Sein Vater habe seine eigene Karriere als Sportler gehabt. Folglich habe er nie versucht durch ihn seinen Ehrgeiz auszuleben oder etwas Ruhm zu erhaschen. Auch lange nach Ende von dessen Karriere war sein Vater in Cork äußerst populär. Ein Zitat aus Golfdigest zeigt einerseits die Bewunderung für die Leistung seines Vaters, zudem die Bescheidenheit Padraig Harringtons: “I'm still known as his son, rather than him being Padraig Harrington's father.” Zu diesem Zeitpunkt hatte Harrington den Ryder-Cup und mehrere Turniere gewonnen.
Pádraig wuchs ebenso wie der Ryder-Cup Spieler Paul McGinley in Rathfarnham auf. Der südliche Vorort Dublins ist eine klassische Arbeitersiedlung. Die siebenköpfige Familie lebte in bescheidenen Verhältnissen in einem Haus mit drei Schlafzimmern. Gemeinsam mit neun weiteren Kollegen gründete sein Vater in der Nähe den Golfclub Stackstown. Die Männer errichteten den Platz mit bloßen Händen und Schaufeln. Der junge Pádraig lernte hier im Alter von vier Jahren ebenso wie seine älteren Brüder das Golf spielen. Entschlossenheit charakterisieren Harrington ebenso wie sein Arbeitsethos und seine Abstinenz vom Alkohol. Er sagte über sich selbst, er sei der einzige Ire, der kein Guinness trinken würde und nur mit einer Frau ausgegangen wäre.
Der Name Pádraig ist die irische Entsprechung von „Patrick“. Seine vier älteren Brüder Tadhg, Columb, Fintan, and Fergal tragen ebenfalls irische Namen.
Seine spätere Frau Caroline lernte er bei einem Jugendturnier in Stackstown kennen. Seit 1997 sind sie verheiratet. Das Paar hat zwei Söhne: Patrick (* 2003) und Ciarán (* 2007).
Seit 2004 arbeitet Ronan Flood als Caddie für Harrington. Flood heiratete 2007 Susie Gregan, die Schwester von Caroline. Folglich ist er der Schwippschwager Harringtons.
Harringtons Vater starb 2005, im Alter von 72 Jahren, an Krebs.

## Turniersiege

### Major-Championship-Siege (3)
- 2007: The Open Championship
- 2008: The Open Championship, PGA Championship

### WGC-Championship-Siege (6)
- 2013: WGC-HSBC Champions
- 2015: WGC-Cadillac Championship
- 2016: WGC-Bridgestone Invitational
- 2017: WGC-Mexico Championship, WGC-Dell Match Play Championship
- 2019: WGC-Mexico Championship

### PGA-Tour-Siege (3)
- 2005: Honda Classic, Barclays Classic
- 2015: Honda Classic

### European-Tour-Siege (12)
- 1996: Peugeot Spanish Open
- 2000: Brazil Sao Paulo 500 Years Open, BBVA Open Turespaña Masters Comunidad de Madrid
- 2001: Volvo Masters
- 2002: Alfred Dunhill Links Championship
- 2003: Deutsche Bank - SAP Open TPC of Europe, BMW Asian Open
- 2004: Linde German Masters, Omega Hong Kong Open
- 2006: Alfred Dunhill Links Championship
- 2007: Irish Open
- 2016: Portugal Masters

### PGA-Tour-Champions-Siege (6)
- 2022: DICK'S Sporting Goods Open, Ascension Charity Classic, U.S. Senior Open Championship, Charles Schwab Cup Championship
- 2023: DICK'S Sporting Goods Open, TimberTech Championship

## Ergebnisse bei den Major-Turnieren
| Turnier               | 1996 | 1997 | 1998 | 1999 | 2000 | 2001 | 2002 | 2003 | 2004 | 2005 | 2006 | 2007 | 2008 | 2009 | 2010 | 2011 | 2012 | 2013 | 2014 | 2015 | 2016 | 2017 | 2018 |
| --------------------- | ---- | ---- | ---- | ---- | ---- | ---- | ---- | ---- | ---- | ---- | ---- | ---- | ---- | ---- | ---- | ---- | ---- | ---- | ---- | ---- | ---- | ---- | ---- |
| The Masters           | DNP  | DNP  | DNP  | DNP  | T19  | T27  | T5   | CUT  | T13  | CUT  | T27  | T7   | T5   | T35  | CUT  | CUT  | T8   | CUT  | DNP  | CUT  | DNP  | DNP  | DNP  |
| U.S. Open             | DNP  | CUT  | T32  | DNP  | T5   | T30  | T8   | T10  | T31  | CUT  | 5    | CUT  | T36  | CUT  | T22  | T45  | T4   | T21  | DNP  | DNP  | DNP  | DNP  | DNP  |
| The Open Championship | T18  | T5   | CUT  | 29   | T20  | T37  | T5   | T22  | CUT  | DNP  | CUT  | 1    | 1    | T65  | CUT  | CUT  | T39  | T54  | CUT  | T20  | T36  | CUT  | CUT  |
| PGA Championship      | DNP  | CUT  | DNP  | DNP  | T58  | CUT  | T17  | T29  | T45  | CUT  | CUT  | T42  | 1    | T10  | CUT  | T64  | T18  | CUT  | CUT  | CUT  | T13  | CUT  | CUT  |

| Turnier               | 2019 | 2020 | 2021 | 2022 | 2023 | 2024 | 2025 |
| --------------------- | ---- | ---- | ---- | ---- | ---- | ---- | ---- |
| The Masters           | DNP  | DNP  | DNP  | CUT  | DNP  | DNP  | DNP  |
| PGA Championship      | CUT  | DNP  | T4   | CUT  | T50  | CUT  | CUT  |
| US Open               | DNP  | DNP  | DNP  | DNP  | T27  | DNP  | DNP  |
| The Open Championship | CUT  | KT   | 72   | CUT  | T64  | T22  | CUT  |

LA= Bester Amateur

DNP = nicht teilgenommen

CUT = Cut nicht geschafft

„T“ geteilte Platzierung

KT = Kein Turnier (Ausfall wegen Covid-19)

DQ = disqualifiziert

Grüner Hintergrund für Sieg

Gelber Hintergrund für Top 10.

## Andere Turniersiege

### Amateur
- 1991 Sherry Cup
- 1994 West of Ireland Amateur
- 1995 Irish Amateur Open Championship, Irish Amateur Closed Championship

### Professional
- 1998 Irish PGA Championship (kein European Tour Event)
- 2002 Target World Challenge presented by Williams (inoffizielles PGA Tour Event)
- 2004 Irish PGA Championship
- 2005 Irish PGA Championship
- 2006 Dunlop Phoenix Tournament (Japan Golf Tour)
- 2007 Irish PGA Championship
- 2008 Hassan II Trophy (Marokko), Irish PGA Championship
- 2009 Irish PGA Championship
- 2010 Iskandar Johor Open (Asian Tour)
- 2012 PGA Grand Slam of Golf
- 2014 Indonesia Open (Asian Tour)

## Teilnahme an Teamwettbewerben

### Amateur
- Walker Cup: 1991, 1993, 1995 (Sieger)

### Professional
- Ryder Cup: 1999, 2002 (Sieger), 2004 (Sieger), 2006 (Sieger), 2008, 2010 (Sieger)
- Alfred Dunhill Cup: 1996, 1997, 1998, 1999, 2000
- World Cup: 1996, 1997 (Sieger), 1998, 1999, 2000, 2001, 2002, 2003, 2004, 2005
- Seve Trophy: 2000, 2002 (Sieger), 2003 (Sieger), 2005 (Sieger)

## Sonstiges
Pádraig Harrington ist ein Cousin des Poker-Champions Dan Harrington und des Atlanta-Falcons-Quarterbacks Joey Harrington.
Harrington trainierte bei Bob Torrance, dem Vater des früheren Ryder-Cup-Kapitäns Sam Torrance.